# Andròmac de Xipre
Andròmac de Xipre (en llatí Andromachus, en grec antic Ἀνδρόμαχος) fou un militar i almirall xipriota.
Era el comandant de la flota dels prínceps de Xipre durant el setge de Tir per Alexandre el Gran l'any 332 aC. Probablement és el mateix Andròmac que tot seguit va ser nomenat governador de Celesíria i Fenícia, i que un temps després va ser cremat fins a la mort pels samaritans revoltats.